# Sonnen
Sonnen település Németországban, azon belül Bajorországban. Lakosainak száma 1400 fő (2023. december 31.). Sonnen Hauzenberg, Wegscheid, Breitenberg és Jandelsbrunn községekkel határos.

## Népesség
A település népessége az elmúlt években az alábbi módon változott:
| Lakosok száma | 308  | 345  | 484  | 1367 | 1416 | 1427 | 1437 | 1436 | 1428 | 1400 |
|               | 1925 | 1961 | 1975 | 1987 | 2012 | 2014 | 2016 | 2017 | 2021 | 2023 |